# (2269) Efremiana
(2269) Efremiana (1976 JA2) – planetoida z grupy pasa głównego asteroid okrążająca Słońce w ciągu 5,53 lat w średniej odległości 3,13 au. Odkryta 2 maja 1976 roku.